# Buddelundiella borgensis
Buddelundiella borgensis là một loài chân đều trong họ Buddelundiellidae. Loài này được Verhoeff miêu tả khoa học năm 1936.